# RBC Roosendaal
RBC Roosendaal är en nederländsk fotbollsklubb som spelade i Eerste divisie som är divisionen närmast under Eredivisie, som är den högsta i Nederländerna. Klubben bildades den 31 juli 1912.
Den 8 juni 2011 deklarerades klubben som bankrutt och förlorade därmed med omedelbar verkan sin rätt att spela professionell fotboll.
2012 blev det klart att klubben startade igen och började spela i Vijfde Klasse, som är nederländska niondedivisionen. 